# Форт-Саскачеван – Едмонтон (бутанопровід)
Форт-Саскачеван – Едмонтон (бутанопровід) – трубопровід для подачі сировини на завод висооктанових присадок Alberta EnviroFuels в Едмонтоні. Офіційно відомий як Keyera Butane System.
Сировиною для заводу є бутан, котрий отримують з установки фракціонування в Форт-Саскачевані, розташованої майже за три десятки кілометрів від Alberta EnviroFuels. Особливістю організації поставок є те, що для них не проклали спеціальний трубопровід, а беруть у довгострокову оренду існуючі потужності. Так, в 2018-му закінчилась десятирічна оренда лінії діаметром 150 мм, після чого власник фракціонаторного майданчику та едмонтонського заводу компанія Keyera орендувала лінію діаметром 200 мм.